# Plakinastrella microspiculifera
Plakinastrella microspiculifera är en svampdjursart som beskrevs av Moraes och Muricy 2003. Plakinastrella microspiculifera ingår i släktet Plakinastrella och familjen Plakinidae.
Artens utbredningsområde är havet utanför Brasilien. Inga underarter finns listade i Catalogue of Life.